# Brug 809

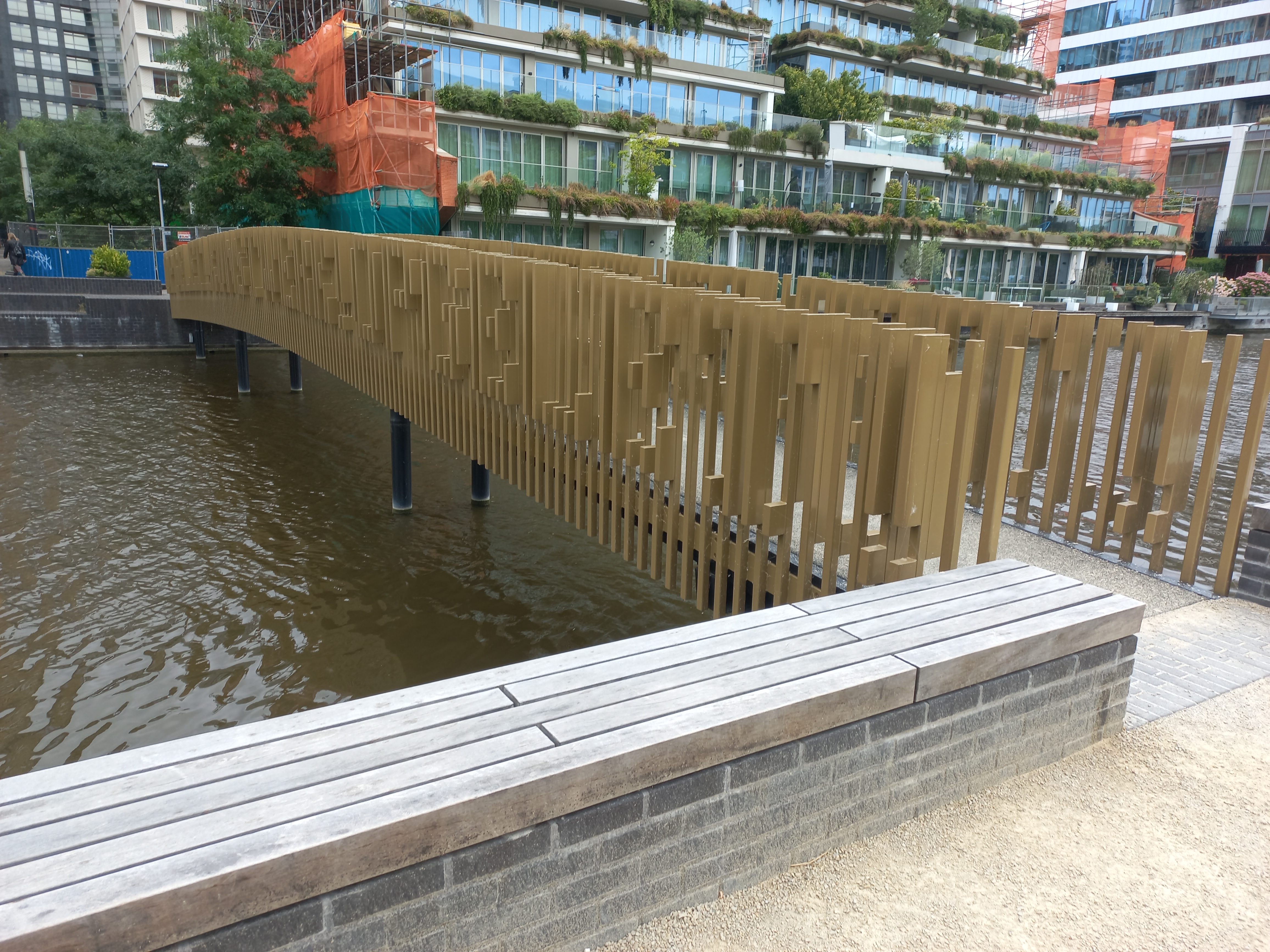
Brug 809 (zijaanzicht, juli 2025)

Brug 809 is een dubbel kunstwerk in Amsterdam-Zuid.

## Geschiedenis
Bij de verdere ontwikkeling van de Zuidas als kantoor- en woongebied ontstond de noodzakelijkheid om het aantal verbindingen met De Boelelaan uit te breiden. Het gebied daartussen was een nogal wild gebied, waar door de komst van de Zuidas orde in werd geschapen. Zo kwam er De Boelegracht; een niet bevaarbare watergang, noordelijk parallel aan de laan. Overspanningen over dat water kwam in de vorm van laag liggende bruggen, de doorstroom wordt mede op gang gehouden door duikers.
Voor snelverkeer werden diverse kruisingen aangelegd waaronder die met de Parnassusweg en Beethovenstraat; dat zijn drukke verkeersaders met de nodige verkeersproblematiek. Men vond dat een ongewenste situatie en zo kwam vanuit de woonwijk in 2013 de Lex van Deldenbrug, alleen geschikt voor langzaam verkeer. Toen de bebouwing van de woonwijk Gershwin naar het oosten uitbreidde en gereedkwam met bijvoorbeeld The George werd een tweede oeververbinding gewenst. Men wilde een sierlijke brug alleen voor voetgangers (met fiets aan de hand). De brug zou immers aansluiten op het voetpad Rosy Wertheimstraat.

## Brug
Er kwam een overspanning in de vorm van een bouwkundig en artistiek kunstwerk. Op een onderstel van metalen brugpijlers kwam een enigszins welvend brugdek te liggen met alleen balustraden, de brug heeft geen leuningen. Die balustrade wordt gevormd door gepoedercoate goudkleurige stalen spijlen. Dat had een saai geheel kunnen vormen, maar kunstenaar Martijn Sandberg liet de spijlen uitvoeren met allerlei uitsteeksel. Sandberg heeft een aantal kunstwerken ontworpen, waarbij letters en woorden een belangrijke rol spelen (bijvoorbeeld U bevindt zich hier in Amsterdam-Oost). Door dat reliëf komt de mededeling Opgelet Kunstwerk Opgelet naar voren, dat echter slechts uit bepaalde hoeken leesbaar is. Voor de voorbijganger of gebruiker van de brug is de boodschap nauwelijks leesbaar. Voor Sandberg was het kunstwerk een eerbetoon aan de brug in het algemeen (plek van verbinding) maar ook een eerbetoon aan kunst in de openbare ruimte (stadsversiering). Tevens wilde hij met die combinatie de discussie wat nu een kunstwerk is; is het kunst of is het een bouwwerk. Voor deze speciale brug moest er met verschillende instanties samengewerkt worden: Atelier Rinzema (assistentie ontwerp), Haasnoot Bruggen (bruggenbouwer)  en gemeente Amsterdam. De bouw werd gefinancierd door Ontwikkelingscombinatie Zuidschans CV. De brug werd in september 2024 geopend door Flora Breemer was het stadsdeel Zuid. Overigens is deze driedimensionale techniek niet nieuw; in Amsterdam-Zuidoost werd al eerder soortgelijke bruggen neergelegd, bijvoorbeeld Brug 1459. 
Het brugnummer 809 is een soort anachronisme. Al in de jaren zestig en zeventig werden brugnummers uitgedeeld in de 800-serie, zie bijvoorbeeld de Gwijde van Henegouwenbrug (brug 805). De reeks werd echter niet volledig gebruikt, zo is er van een eerdere versie van bruggen 808 (Les van Deldenbrug) en brug 809 niets terug te vinden. De brug gaat vooralsnog naamloos door het leven. 
<<< · 801 · 802 · 803 · 804 · 805 · 808 · 809 · 811 · 812 · 813 · 814 · 815 · 816 · 817 · 818 · 819 · 820 · 821 · 822 · 823 · 824 · 825 · 826 · 827 · 828 · 829 · 830 · 831 · 832 · 833 · 834 · 835 · 836 · 837 · 838 · 839 · 840 · 841 · 842 · 844 · 845 · 846 · 848 · 849 · 850 ·  854 · 856 · 857 · 858 · 859 · 860 · 863 · 864 · 865 · 866 · 867 · 868 · 869 · 870 · 871 · 872 · 873 · 875 · 876 · 877 · 889 · 890 · 891 · 892 · 893 · 895 · 896 · 897 · 898 · 899 · >>>
Brugnummers 800, 806, 807, 810, 843 (gesloopt, Uilenstede, Amstelveen), 847 (Uilenstede, Amstelveen) , 851 (gesloopt, Dirk Sterenberg), 852 (gesloopt, Dirk Sterenberg), 853 (gesloopt, Dirk Sterenberg), 855, 861, 862, 874, 878, 879, 880, 881, 882, 883, 884, 885, 886, 887, 888, 894 zijn niet (meer) vergeven.